# District de Dhemaji
Le district de Dhemaji (assamais : ধেমাজি জিলা) est un district de l'état d’Assam en Inde.

## Géographie
Le district s’étend sur une superficie de 3 237 km2 et sa population est de 686 133 habitants en 2011.
Le chef-lieu du district est Dhemaji.